# UniRadio Berlin-Brandenburg
Das uniRadio Berlin Brandenburg war ein Hochschulradio aus Berlin und Brandenburg. Es wurde 1995 gegründet und sendete ab 2005 auf der Frequenz des Offenen Kanals Berlin (heute "Alex") 97,2 MHz und über Livestream. Heute firmieren unter diesem Namen nur noch einige unter dem uniRadio-Dach gestartete Kultursendungen.

## Geschichte
Der Trägerverein „uniRadio Berlin-Brandenburg e.V.“ ist aus einem Projekt des linksalternativen Hörfunksenders Radio 100 entstanden und wurde im Mai 1995 gegründet. Von den ehemals 13 Hochschulen und Fachhochschulen in Berlin und Brandenburg sind nur noch drei im Trägerverein verblieben. Das Studio befand sich bis Mai 2008 im Institut für Publizistik und Kommunikationswissenschaft der FU Berlin in Lankwitz. Seitdem ist es in den Räumlichkeiten des Offenen Kanals Berlin (OKB) in der Voltastraße in Mitte untergebracht.
Das Berliner uniRadio sendete bis Februar 2005 als eigenständiger Anbieter in Berlin jeden Abend zwei Stunden über UKW auf der Frequenz von Star FM. Damals mit zwischen 4.000 und 12.000 Hörern pro Stunde. Dem Sender wurde jedoch keine eigene Sendezeit mehr zugewiesen, so dass er ins Programm des OKB (heute "Alex") integriert wurde. Genaue Hörerzahlen wurden dort erst mal nicht erfasst.
Im Herbst 2007 startete das uniRadio außerdem eine Kooperation mit dem bundesweit größten Studentenmagazin Unicum und veröffentlichte ausgewählte Beiträge als Podcasts auf der Webseite des Magazins.

## Programm
Kernstück des uniRadio Programms war bis ca. 2010 jahrelang die Magazinsendung „Campus Live“, die von Praktis gemacht wurde.
Heute gibt es nur noch die redaktionell eigenständigen Kultur-, Kino- und Literaturmagazine sowie diverse Musik-Spezialsendungen wie das Weltmusik-Magazin „Planet Sounds“, das Punk- und Ska-Special „Voice of culture“ oder die Gitarrenrocksendung „Guitars galore“.